# Historia de Calama
La historia de Calama aún contiene lagunas, producto de la lejanía de muchas fuentes documentales. El período colonial y boliviano se encuentran documentados en Sucre, Bolivia

## Época prehispánica
Los orígenes de Calama se pierden en el tiempo, y se fusionan en un pasado aún vigente en el que las vías de comunicación y el abastecimiento del tráfico de mercancías hasta hoy es gravitante, todo esto además de la minería. Ejemplos de evidencias arqueológicas existen en los petroglifos y las cuevas de Yalquincha (NE de la ciudad), las chullpas de Topáter (cementerios precolombinos, al este de la ciudad), y la Momia de Cobre y otros restos, en Chuquicamata.
Al estar en la intersección del Camino del Inca (el longitudinal) con las rutas que cruzaban de la costa al Altiplano, Calama se volvió el principal tambo del Despoblado de Atacama. Sus extensos terrenos destinados al cultivo de maíz y alfalfa dan testimonio de la alta capacidad de abastecer de forraje a las tropas de llamas de los chasquis y de ofrendar preciado tributo al Inca. De hecho, cuando Diego de Almagro, de retorno al Cusco, pasa por el Tambo de Calama, los nativos le regalan herraduras de cobre, producto de una misteriosa técnica enseñada por los incas a sus pueblos conquistados, de la cual la ciencia aún no tiene explicación hoy, pero sí dan testimonio de ella los cronistas.

## Época colonial
La dominación española solo significó algunos cambios, pues el clima hostil impedía establecer un mayor dominio. Estos cambios incidieron en mantener control entre las rutas que atravesaban el desierto y comunicaban al puerto de Cobija con los yacimientos de plata de Potosí y las granjas ganaderas de Salta y Tucumán. En este sentido, Calama se volvió el principal punto de abastecimiento de estas rutas comerciales. El Despoblado de Atacama dependió de la Real Audiencia de Charcas, siendo San Pedro de Atacama la capital del corregimiento. Con la evangelización del Despoblado de Atacama, la Parroquia de San Pedro de Atacama y todas sus capillas diseminadas en los oasis del Altiplano y el río Loa (además de la única capilla litoral, Santa María Magdalena de Cobija), dependió de la Diócesis de Charchas. En el siglo XVIII, con las reformas borbónicas, Calama dependió directamente de la Intendencia de Potosí, aún dentro de la jurisdicción de Charcas.

## Época de la República de Bolivia
Tras la Declaración de Independencia de la República de Bolivia (6 de agosto de 1825), y con paulatinos cambios en la administración del territorio, quedó constituido el Departamento de Litoral (1829), subdividido en la Provincia de Lamar y la Provincia de Atacama, siendo Cobija la capital departamental. Calama era un importante pueblo de la Provincia de Atacama, a través del cual circulaba el correo semanal entre Cobija y Salta - Potosí, desde 1832. En 1840 la capital provincial se traslada de Chiuchiu a Calama, aumentando el auge que le daban las comunicaciones, ahora con la subprefectura. 
Los conflictos fronterizos que tenían Chile y Bolivia no alcanzaron ni a Calama ni a la Provincia de Atacama, pues la mayor disputa se concentró en la pampa central y la costa, en donde se comenzaban a descubrir ricos yacimientos de plata, salitre y guano; además que no estaba en discusión que el territorio precordillerano y altiplánico de la actual II Región de Antofagasta pertenecía a la antigua Real Audiencia de Charcas, a partir de la cual se formaría Bolivia, pues si bien los documentos coloniales tienden a favorecer, inclusive, al Perú, en cuanto a la posesión del Despoblado de Atacama, jamás se discutió la existencia colonial del Partido de Atacama, una de las seis entidades territoriales en las que se dividía la Intendencia de Potosí, y su pertenencia a la Real Audiencia de Charcas; la ambigüedad que dio pie a los conflictos fronterizos fue la posesión del llano central y el litoral de Atacama (aun cuando, por lo menos eclesiásticamente, Cobija dependía de San Pedro de Atacama, que a su vez dependía de la Diócesis de Charcas, con lo que este gran conflicto internacional del siglo XIX no alcanza al entonces pueblo de Calama y a las comunidades del interior. Pero el ambiente se puso tenso al momento en el que las tropas chilenas, a cargo del coronel Emilio Sotomayor Baeza desembarcaron y tomaron el puerto de Antofagasta, la mañana del 14 de febrero de 1879, tras lo cual Bolivia declara el 1 de marzo de 1879 la de ruptura de relaciones diplomáticas con Chile y el embargo de propiedades de ciudadanos chilenos en el departamento, lo cual apenas afectó a 2 propietarios en Calama.

## Calama en la Guerra del Pacífico
El prefecto del Departamento de Litoral, Severino Zapata, se retiró de la ciudad junto con todas las autoridades y personal a Calama, en donde los hacendados y peones ya estaban armándose, pues sabían que los chilenos atravesarían el desierto para romper con la resistencia boliviana. El abogado Ladislao Cabrera, al ver que las tropas bolivianas aún no llegaban, tomó el mando de las fuerzas civiles que se prepararon a defender Calama (135 hombres, entre peones, hacendados, policías de todo el departamento y unos cuantos soldados que quedaron de la Columna Ballivián), hasta que llegó una compañía del Batallón de Colorados, a cargo del teniente coronel Ruperto Jurado; mientras que el 21 de marzo emprendió marcha desde Caracoles a Calama un total superior a 554 soldados chilenos, a cargo del coronel Emilio Sotomayor Baeza y el teniente coronel Eleuterio Ramírez Molina. A la madrugada del 23 de marzo de 1879 las tropas chilenas llegaron hasta Calama, en donde al pasar de las horas libraron el primer choque bélico de la Guerra del Pacífico, el Combate de Calama, en la cual destacó el hacendado Eduardo Abaroa, uno de los principales dueños de tierras del oasis de Calama, con el grado temporal de Teniente de las tropas civiles, el cual murió tras el diálogo, que tuviera con el teniente coronel Ramírez, tras el cual acabaría acribillado por una carga chilena:
(Ramírez) - ¡Ríndase, teniente Abaroa!

(Abaroa) -¿Rendirme yo? ¡Que se rinda su abuela, carajo!
El coraje de este héroe valió los honores que le rindieron las tropas chilenas a su sepultura en el Cementerio de Calama, los honores de ambos estados al momento de trasladar los restos de Abaroa desde Calama hasta La Paz (1952) y un homenaje binacional en el sitio de la batalla el 10 de abril del 2007, presidido por los ministros de defensa, Walker San Miguel de Bolivia y José Goñi de Chile. Al mediodía, la plaza de Calama ya había sido tomada por los chilenos, y Ramírez se volvió su primera autoridad chilena.
La ocupación de un punto de aprovisionamiento como Calama movilizó al ejército boliviano, mientras las tropas chilenas se adueñaban del dominio del mar y se adentraban a la Pampa del Tamarugal. Por ello fue creada la V División del Ejército de Bolivia, a cargo del general Narciso Campero Leyes, para recuperar el Litoral mientras el grueso de tropas chilenas estaba más al norte. Campero y sus tropas ocuparon Chiuchiu el 25 de noviembre de 1879; pero tras un tiroteo entre exploradores bolivianos y chilenos en el camino de Chiuchiu a Calama y el repliegue de ambas tropas (con lo que tuvo que posponerse el asalto y reconquista de Calama), al norte de San Pedro de Atacama, las tropas rivales se encuentran en la Batalla de Tambillo, en la cual las tropas chilenas caen derrotadas ante la superioridad numérica de la V División Boliviana. 
Al finalizar la batalla, las tropas bolivianas ocupan San Pedro de Atacama y se alistan para el asalto reivindicatorio a Calama. La seguidilla de conspiraciones en el alto poder boliviano y el miedo del presidente Hilarión Daza Grosellé a que Campero le quitara aceptación popular y aliados provocó que el presidente ordenara abortar la misión de la V División y su repliegue hasta Oruro hasta nuevas órdenes, con lo cual Bolivia pierde definitivamente la crucial oportunidad de recuperar el Litoral perdido hace meses.

## Época de la República de Chile
Los cambios en la administración fueron profundos desde aquel día, pues de ser centro administrativo de 2º orden en Bolivia, se volvió uno de 4º orden bajo la administración chilena (subdelegación). 
Recién en 1888, bajo el gobierno de José Manuel Balmaceda, Calama se vuelve un centro administrativo de 3º orden, al inaugurarse el municipio (13 de octubre). Previo a ello, en 1886, fue inaugurada la estación ferroviaria del Ferrocarril Antofagasta - Bolivia, la cual agilizó más todavía el paso de cargas por Calama; todo esto hizo denotar la tendencia descentralizadora del presidente Balmaceda, quien fue el primer presidente chileno en visitar esta ciudad que ya superaba los 1000 habitantes en ese período.
El siglo XX significó para Calama el sellar su destino como la Capital Minera de Chile, proceso que se comenzó a labrar con el inicio de faenas en el yacimiento de cobre de Chuquicamata (1915). Administrativamente, Calama volvió a ser un centro administrativo de 2º orden, al decretarse bajo el gobierno de Arturo Alessandri Palma la formación del Departamento de El Loa. Masivas oleadas de población, provenientes en su mayoría de la actual IV Región de Coquimbo, llegaron a trabajar y a poblar el campamento minero más grande de la Historia de Chile; esta población ha sido trasladada, gradualmente, hasta el día de hoy, desde la década de 1960, con la construcción de las primeras villas de mineros en la ciudad de Calama. 
En 1951 las aguas del río Salado, afluente del Loa, fueron desviadas, pues impedían el pleno desarrollo agropecuario del oasis. Es en estos tiempos en los que surge el primer clamor ciudadano por que El Loa llegue a ser provincia (equivalente a las actuales regiones de Chile), encabezados por Alejandrina Olivares; esto, para reivindicar los recursos que dentro de la actual Provincia de El Loa se producen para el bienestar económico del país, los cuales contrastan con la realidad de abandono y falta de progreso para todos los calameños, que hasta hoy perdura. Producto de ello, bajo el 2º gobierno de Carlos Ibáñez del Campo (1955) se decretó que los municipios mineros cobraran a las empresas mineras bajo su jurisdicción el 5% de las ganancias que generaran del cobre, lo cual fue algo de ayuda a la alicaída realidad calameña; a esto se sumaron las gestiones de los senadores Pablo Neruda y Radomiro Tomić (máximo político chileno nacido en Calama); con la Nacionalización del Cobre, bajo el gobierno de Salvador Allende Gossens, este aporte aumentó. 
Pero al comenzar el gobierno de la Junta Militar de Gobierno fueron cortados todos estos beneficios (1974). Ese mismo año, la Caravana de la Muerte, aparato de represión de disidentes ocupado por la Junta, pasó por Calama, cosechando 26 ejecutados, entre dirigentes sociales y militantes de izquierda, para posteriormente retirar los cadáveres de la fosa común que hicieron en la Pampa de Moctezuma y arrojarlos al mar, según investigaciones mandadas a hacer años después por el presidente Ricardo Lagos Escobar.
La Junta le traspasa toda la autoridad al general Augusto Pinochet Ugarte, quien en su mandato reforma la división administrativa del país. A pesar de este cambio, Calama sigue conservando su categoría de centro administrativo de 2º orden, con el reemplazo nominal de departamento a provincia. 
En medio de tanta tensión política y social que se respiraba en el ambiente, nace el 7 de enero de 1977 el Club de Deportes Cobreloa, desde siempre uno de los protagonistas del campeonato profesional de fútbol chileno, y que desde sus inicios ha sido más que un equipo de fútbol, la alegría y el orgullo de la ciudad, en medio del abandono que sienten sus habitantes por parte del gobierno chileno, que aún es de carácter centralista. 
El retorno a la democracia significó volver a algo de auge, gracias a diversas reformas en cuanto a la autonomía del manejo de los municipios en Chile, siendo el primer alcalde de este período don Edwin Rowe Molina, quien tras más de 10 años en el municipio, es destituido de su cargo en medio de una gran polémica, pues los problemas tributarios y de tesorería que presentaba el municipio contrastaban con los amplios avances de infraestructura y de gestión logrados en su período; esto dividió profundamente a la opinión pública calameña por un tiempo. Después de varios interinatos, tras las elecciones municipales del 2004, Arturo Molina Henríquez asume la alcaldía, triunfando sobre Nalto Espinoza Hurtado, un exalcalde que postula por un nuevo periodo. En octubre del 2008, Molina pierde las elecciones y asume Esteban Velasquez Nuñez, profesor de la ciudad y exconcejal y alcalde subrogante en el 2001. Mientras su campaña se caracterizó por su independencia partidista y su lema "Calama Primero", la de Molina sufrió desbandes de sus propios compañeros de coalición, en medio de escandalosos antecedentes en contra del exalcalde y su gestión, que dejaron al municipio con una deuda superior a los 80 millones de pesos. Lo irrisorio para la comunidad fue, a meses de ganada la elección por Velásquez, la designación por parte de la presidenta Michelle Bachelet Jeria de Rubén Rojo como Gobernador Provincial, aun cuando él estuvo involucrado en la escandalosa gestión de Molina, al ser director de la Corporación Municipal de Cultura y Turismo.   
El siglo XXI se ha caracterizado por un creciente fervor popular por reivindicar la dignidad de Calama y la Provincia de El Loa ya que esta área geográfica es deficitaria, aporta al estado mayor beneficio del que recibe del mismo, lo cual se ve reflejado en el ambiente y la infraestructura urbana y vial de la ciudad (por nombrar algunos factores), lo cual ha motivado la unión de Calama con el resto de las comunas de las provincias de El Loa y Tocopilla para impulsar la concreción del proyecto El Loa Región, que viene a retomar las movilizaciones encabezadas a mitad del siglo XX por Alejandrina Olivares. Importancia también ha tenido en la comuna la reivindicación de derechos de los estudiantes secundarios a una educación de mejor calidad y a que la Capital Minera de Chile posea su propia universidad estatal, agrupados en diversas colectividades, estos movimientos se sumaron a la Revolución de los pingüinos, que a nivel nacional agrupó a estudiantes de todos los niveles y los movilizó a niveles de convocatoria y peso popular no vistos desde el régimen militar de Augusto Pinochet Ugarte.